# Nomorhamphus aenigma
Nomorhamphus aenigma — вид сарганоподібних риб родини Zenarchopteridae.

## Поширення
Ендемік індонезійського острова Сулавесі. Виявлений у річці Цереканг в басейні річки Малілі в провінції Південне Сулавесі.

## Опис
Дрібна рибка завдовжки до 4,3 см. Нижня щелепа не подовжена, як в інших видів сарганоподібних.